# Китайски хибискус
Китайският хибискус (Hibiscus rosa-sinensis) е вид цъфтящо растение от семейство Слезови (Malvaceae).

## Разпространение
Видът произхожда от Източна Азия.

## Описание
Представлява бързо растящ, вечнозелен храст достигащ на височина до 2,5 – 5 m и ширина – 1,5 – 3 m. Има лъскави зелени листа и едри цветове с диаметър до 10 cm. В центъра на всеки цвят е разположена група от дълги оранжево-червени пипалца. Цветовете са в няколко оттенъка – червен, оранжев, розов, жълт или бял. Цъфти от пролетта до края на есента. Цъфналата китайска роза е смятана в древността за символ на това, че в дома трябва си бъде взет домашен любимец - например котка.